# Coccorchestes rufipes
Coccorchestes rufipes là một loài nhện trong họ Salticidae. Loài này được phát hiện ở New Guinea và là loài điển hình của chi Coccorchestes.